# Joan Cornellà
Pour les articles homonymes, voir Cornellà.
Joan Cornellà Vázquez, né le 11 janvier 1981 à Barcelone, est un auteur de bande dessinée et illustrateur espagnol.

## Biographie
Titulaire d'une licence en arts, il a contribué à des publications dans divers journaux.
Joan Cornellà se fait surtout connaître pour sa série d'illustrations surréalistes sans texte. Ses gags en une planche (souvent six cases), très populaires sur le Web se caractérisent par leur humour noir, leur violence, généralement sans conséquence pour les personnages qui la subissent, et leur absurdité surréaliste.

## Publications
| Année | Titre         | Format                                | Éditeur          | ISBN                     |
| ----- | ------------- | ------------------------------------- | ---------------- | ------------------------ |
| 2010  | Abulio        | 64 pages noir et blanc                | Ediciones Glénat | (ISBN 978-84-9947-031-3) |
| 2012  | Fracasa Mejor | 48 pages en noir et blanc. 17 × 23 cm | Auto-édition     |                          |
| 2013  | Mox Nox       | 48 pages en couleurs                  | Bang Ediciones   | (ISBN 978-84-1505-197-8) |
| 2015  | Zonzo         | 48 pages en couleurs                  | Auto-édition     |                          |

Depuis 2010, il fournit des dessins pour le magazine espagnol El Jueves.

## Expositions
Joan Cornella exposa du 1er juillet au 29 aout 2020 à la Galerie Arts Factory de Paris. C'est la deuxième fois qu'il expose dans cette galerie.